# Múte Bourup Egede
Múte Inequnaaluk Bourup Egede (Nuuk, 11 marzo 1987) è un politico groenlandese, Primo ministro della Groenlandia dal 23 aprile 2021 al 28 marzo 2025.
È, inoltre, leader del partito indipendentista ed ecologista di sinistra Inuit Ataqatigiit, dal 1º dicembre 2018.

## Biografia
Nato a Nuuk ma cresciuto a Narsaq, nel sud della Groenlandia, ha frequentato il liceo a Qaqortoq. Ha iniziato nel 2007 gli studi di storia culturale e sociale all'Università della Groenlandia, abbandonandoli tuttavia nel 2013 per entrare nell’azienda di famiglia, gestita dal padre, nel settore della produzione di foraggi.
Nel 2007, Egede è stato membro del parlamento giovanile della Groenlandia, l'Inuusuttut Inatsisartui, e dal 2013 al 2015 presidente dell'Inuusuttut Ataqatigiit, l'organizzazione giovanile di Inuit Ataqatigiit.
Alle Elezioni parlamentari in Danimarca del 2015, Egede si candidò al Folketing con Inuit Ataqatigiit, ma, avendo ricevuto 2.131 voti, non abbastanza per un seggio in parlamento, non fu eletto.
Tra il 2016 e il 2018, Egede è stato Ministro delle Materie Prime e del Mercato del Lavoro, e contemporaneamente – per un periodo di tre mesi nel 2017 – è stato Ministro ad interim dei Comuni, delle Frazioni, dei Distretti Esterni, delle Infrastrutture e dell'Abitazione.
Il 1º dicembre 2018 è stato eletto presidente di Inuit Ataqatigiit, succedendo a Sara Olsvig. Ha guidato il partito alle elezioni parlamentari del 6 aprile 2021, in cui esso, con il 36,6% dei voti, è diventato la maggiore forza politica del parlamento groenlandese, avendo ottenuto 12 seggi. Dopo alcuni giorni di trattative, il 16 aprile ha annunciato la formazione di una coalizione di governo tra il partito Naleraq, che detiene 4 seggi, e il proprio. Tale coalizione ha ricevuto anche un appoggio esterno da parte dei due parlamentari di Atassut, sebbene il partito fosse in profondo disaccordo con le posizioni indipendentiste del nascente governo. Dopo aver ricevuto la fiducia dal parlamento il 23 aprile, è ufficialmente entrato in carica come Primo ministro della Groenlandia, succedendo a Kim Kielsen del partito Siumut, che, con 10 seggi, è diventato la principale forza di opposizione.
Nell'aprile 2022 si è sciolta la coalizione composta da Inuit Ataqatigiit e Naleraq ed è entrato in carica un secondo governo guidato da Egede con il sostegno di Inuit Ataqatigiit e Siumut.
Egede è la persona più giovane ad essere divenuta primo ministro della Groenlandia.